# William Coito
William Fernando Coito Olivera (Uruguay; 20 de enero de 1966) es un exfutbolista entrenador uruguayo de fútbol. Actualmente se encuentra sin equipo.

## Trayectoria

### Como futbolista
Jugó para clubes uruguayos como Cerro, Montevideo Wanderers, Rampla Juniors y Fénix, además de Comunicaciones y Cobán Imperial de Guatemala.

### Como entrenador
En 2014, fue nombrado entrenador de Comunicaciones de la Liga Nacional de Guatemala, conquistando el Torneo Apertura de ese año y el Torneo Clausura 2015. Tras un breve interinato en 2017, regresó al equipo principal durante la temporada 2018, donde fue subcampeón del Torneo Apertura, tras perder la final frente a Guastatoya. Permaneció en el club hasta 2020, desempeñando roles en la cantera y dirigiendo al equipo Sub-22.
En 2020, se unió a Guastatoya, logrando ganar el título del Torneo Apertura.
En 2021, retornó a Comunicaciones, donde obtuvo otro subcampeonato en el Torneo Apertura. Además obtuvo el campeonato de la Liga Concacaf 2021, al vencer en la final a Motagua de Honduras. Durante su segundo ciclo en Comunicaciones, ganó el Torneo Clausura 2022, al derrotar en la final a Municipal, y el Torneo Apertura 2023, al vencer en la final a Guastatoya.

## Clubes

### Como futbolista
| Club                 | País      |
| -------------------- | --------- |
| Cerro                | Uruguay   |
| Montevideo Wanderers | Uruguay   |
| Rampla Juniors       | Uruguay   |
| Fénix                | Uruguay   |
| Comunicaciones       | Guatemala |
| Cobán Imperial       | Guatemala |

### Como entrenador
| Club                                       | País      | Año       |
| ------------------------------------------ | --------- | --------- |
| Comunicaciones                             | Guatemala | 2014-2015 |
| Comunicaciones B                           | Guatemala | 2017-2018 |
| Comunicaciones                             | Guatemala | 2018-2019 |
| Comunicaciones B                           | Guatemala | 2019-2020 |
| Comunicaciones (coordinador de la Cantera) | Guatemala | 2020      |
| Comunicaciones Sub-22                      | Guatemala | 2020      |
| Guastatoya                                 | Guatemala | 2020-2021 |
| Comunicaciones                             | Guatemala | 2021-2023 |
| Comunicaciones                             | Guatemala | 2024      |

## Palmarés

### Como entrenador

#### Campeonatos nacionales
| Torneo                     | Club           | País      | Año           |
| -------------------------- | -------------- | --------- | ------------- |
| Liga Nacional de Guatemala | Comunicaciones | Guatemala | Apertura 2014 |
| Liga Nacional de Guatemala | Comunicaciones | Guatemala | Clausura 2015 |
| Liga Nacional de Guatemala | Guastatoya     | Guatemala | Apertura 2020 |
| Liga Nacional de Guatemala | Comunicaciones | Guatemala | Clausura 2022 |
| Liga Nacional de Guatemala | Comunicaciones | Guatemala | Apertura 2023 |

#### Campeonatos internacionales
| Torneo        | Club           | País      | Año  |
| ------------- | -------------- | --------- | ---- |
| Liga Concacaf | Comunicaciones | Guatemala | 2021 |